# Mistrzostwa Polski w Szachach 2014
Mistrzostwa Polski w Szachach 2014 – turnieje szachowe, rozegrane w dniach 25 marca – 2 kwietnia 2014 r. w hotelu Novotel Warszawa Centrum w Warszawie (mężczyźni i kobiety), mające na celu wyłonienie 71. mistrza Polski mężczyzn oraz 66. mistrzynię Polski kobiet.
Turniej mężczyzn rozegrano system szwajcarskim z udziałem 22 zawodników, natomiast turniej kobiet – systemem kołowym z udziałem 10 zawodniczek (oba na dystansie 9 rund). Tytularnymi sponsorami mistrzostw były firmy Lotto (turniej mężczyzn) oraz Budimex (turniej kobiet).
Honorowy patronat nad mistrzostwami objęli Hanna Gronkiewicz-Waltz (prezydent miasta stołecznego Warszawy) i Andrzej Biernat (minister sportu i turystyki). Zawody sędziowali Agnieszka Brustman (turniej kobiet) oraz Andrzej Szewczak (turniej mężczyzn), natomiast dyrektorem mistrzostw była Anna Przeździecka.
Tempo gry wynosiło 90 minut na 40 posunięć plus 30 minut na dokończenie partii, z dodawaniem 30 sekund na każde posunięcie od początku partii. Fundusz nagród wynosił 68 500 zł (w turnieju mężczyzn; za I miejsce – 20 000 zł) oraz 36 000 zł (w turnieju kobiet; za I miejsce – 14 000 zł).
Złote medale zdobyli: Radosław Wojtaszek (2. raz w karierze) i Monika Soćko (6. raz w karierze).

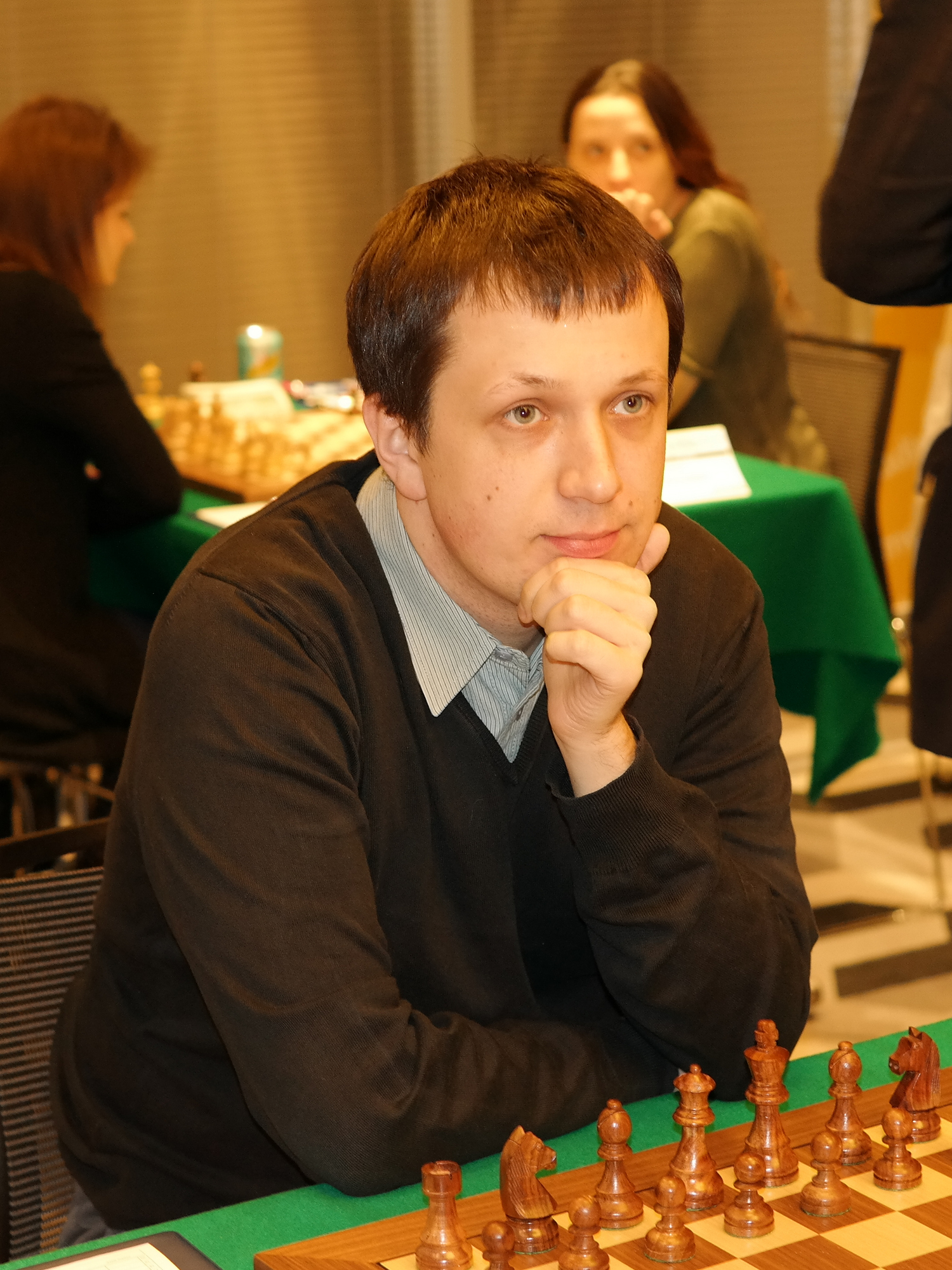
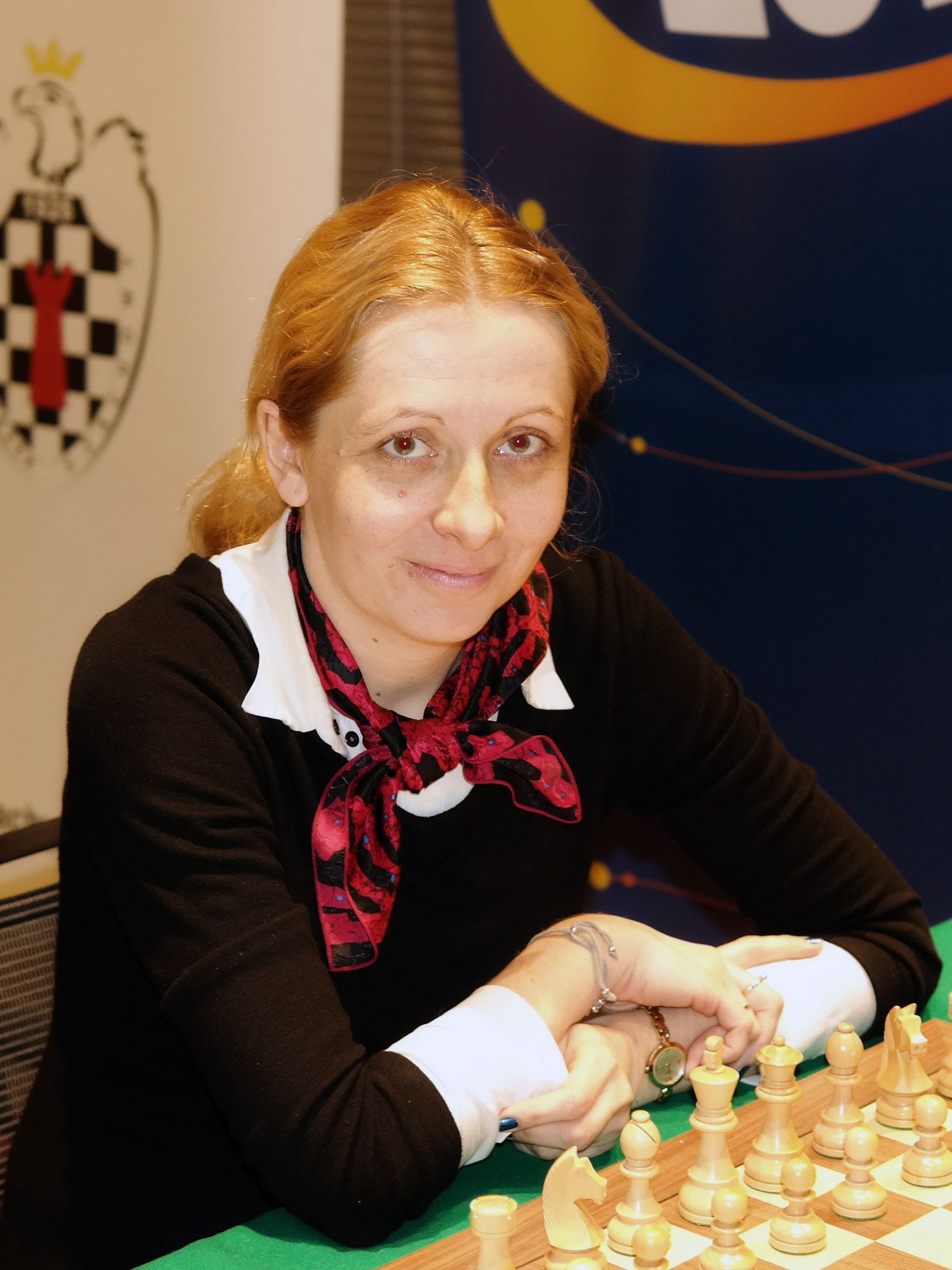

## Wyniki 71. Mistrzostw Polski Mężczyzn

### Wyniki w poszczególnych rundach
| Runda | Zawodnicy | Wynik                                           | Runda | Zawodnicy | Wynik                                                       | Runda | Zawodnicy | Wynik                                                 |
| ----- | --- | ----------------------------------------------- | ----- | --- | ----------------------------------------------------------- | ----- | --- | ----------------------------------------------------- |
| 1     | R.Wojtaszek – K.Jakubowski T.Warakomski – M.Bartel B.Soćko – Z.Pakleza M.Kanarek – M.Krasenkow G.Gajewski – D.Sadzikowski M.Grabarczyk – D.Świercz K.Piorun – K.Stachowiak M.Sieciechowicz – T.Markowski J.K.Duda – O.Wieczorek P.Weichhold – B.Heberla J.Tomczak – J.Adamski | 1 – 0 ½ - ½ 0 – 1 ½ – ½ 0 – 1 1 – 0 0 – 1 1 – 0 | 2     | B.Heberla – R.Wojtaszek M.Krasenkow – J.K.Duda T.Markowski – J.Tomczak D.Świercz – T.Warakomski D.Sadzikowski – B.Soćko K.Stachowiak – G.Gajewski Z.Pakleza – K.Piorun M.Bartel – M.Grabarczyk K.Jakubowski – P.Weichhold O.Wieczorek – M.Kanarek J.Adamski – M.Sieciechowicz | ½ – ½ 1 – 0 ½ – ½ 0 – 1 ½ – ½ 1 – 0 0 – 1 ½ – ½             | 3     | R.Wojtaszek – T.Markowski T.Warakomski – M.Krasenkow G.Gajewski – B.Heberla J.K.Duda – K.Jakubowski J.Tomczak – M.Bartel B.Soćko – D.Świercz K.Piorun – D.Sadzikowski M.Kanarek – Z.Pakleza M.Grabarczyk – J.Adamski M.Sieciechowicz – K.Stachowiak P.Weichhold – O.Wieczorek | ½ – ½ 0 – 1 1 – 0 ½ – ½ 1 – 0 ½ – ½ 0 – 1 1 – 0 ½ – ½ |
| 4     | M.Krasenkow – G.Gajewski T.Markowski – J.K.Duda Z.Pakleza – R.Wojtaszek B.Heberla – B.Soćko M.Bartel – K.Piorun D.Sadzikowski – J.Tomczak M.Grabarczyk – T.Warakomski D.Świercz – M.Kanarek K.Jakubowski – M.Sieciechowicz K.Stachowiak – O.Wieczorek J.Adamski – P.Weichhold | 0 – 1 ½ – ½ 1 – 0 ½ – ½ 0 – 1 1 – 0 ½ – ½       | 5     | G.Gajewski – J.K.Duda R.Wojtaszek – M.Krasenkow T.Warakomski – T.Markowski Z.Pakleza – B.Heberla B.Soćko – M.Bartel J.Tomczak – D.Świercz K.Piorun – K.Jakubowski D.Sadzikowski – M.Grabarczyk M.Kanarek – K.Stachowiak M.Sieciechowicz – P.Weichhold O.Wieczorek – J.Adamski | ½ – ½ 1 – 0 ½ – ½ 0 – 1 ½ – ½ 1 – 0 0 – 1 1 – 0 ½ – ½ 1 – 0 | 6     | R.Wojtaszek – G.Gajewski J.K.Duda – B.Heberla T.Markowski – D.Sadzikowski K.Jakubowski – J.Tomczak B.Soćko – T.Warakomski M.Bartel – Z.Pakleza M.Krasenkow – K.Piorun D.Świercz – O.Wieczorek P.Weichhold – M.Kanarek M.Grabarczyk – M.Sieciechowicz K.Stachowiak – J.Adamski | ½ – ½ 1 – 0 0 – 1 ½ – ½ 1 – 0 ½ – ½ 1 – 0             |
| 7     | J.Tomczak – J.K.Duda G.Gajewski – T.Markowski T.Warakomski – R.Wojtaszek B.Heberla – M.Bartel Z.Pakleza – M.Krasenkow D.Sadzikowski – K.Jakubowski O.Wieczorek – B.Soćko K.Stachowiak – D.Świercz K.Piorun – M.Sieciechowicz P.Weichhold – M.Grabarczyk J.Adamski – M.Kanarek | 0 – 1 1 – 0 0 – 1 ½ – ½ 0 – 1 ½ – ½ 0 – 1       | 8     | J.K.Duda – R.Wojtaszek K.Jakubowski – G.Gajewski T.Markowski – B.Soćko M.Krasenkow – J.Tomczak B.Heberla – T.Warakomski M.Bartel – D.Świercz Z.Pakleza – P.Weichhold M.Kanarek – D.Sadzikowski M.Sieciechowicz – O.Wieczorek M.Grabarczyk – K.Stachowiak J.Adamski – K.Piorun | 0 – 1 ½ – ½ 1 – 0 ½ – ½ 1 – 0 0 – 1 ½ – ½ 1 – 0 ½ – ½       | 9     | R.Wojtaszek – M.Bartel G.Gajewski – J.Tomczak P.Weichhold – J.K.Duda T.Markowski – B.Heberla K.Jakubowski – M.Krasenkow B.Soćko – M.Sieciechowicz D.Świercz – D.Sadzikowski K.Piorun – M.Kanarek T.Warakomski – J.Adamski K.Stachowiak – Z.Pakleza O.Wieczorek – M.Grabarczyk | 1 – 0 ½ – ½ 1 – 0 ½ – ½ 1 – 0 ½ – ½                   |

### Tabela postępowa
| Numer | Tytuł | Zawodnicy            | Klub                 | Ranking | R1 | R2 | R3 | R4 | R5 | R6 | R7 | R8 | R9 |
| ----- | ----- | -------------------- | -------------------- | ------- | -- | -- | -- | -- | -- | -- | -- | -- | -- |
| 1     | GM    | Radosław Wojtaszek   | MTS Kwidzyn          | 2713    | 1  | 1½ | 2  | 2½ | 3½ | 4  | 5  | 6  | 7  |
| 2     | GM    | Mateusz Bartel       | Polonia Wrocław      | 2662    | 0  | 1  | 1½ | 2  | 2½ | 3  | 3½ | 4½ | 4½ |
| 3     | GM    | Bartosz Soćko        | Hetman Katowice      | 2651    | ½  | 1  | 2  | 2  | 2½ | 3  | 4  | 4  | 5  |
| 4     | GM    | Michał Krasenkow     | Stilon Gorzów Wlkp.  | 2640    | 1  | 1½ | 2½ | 2½ | 2½ | 3  | 4  | 4½ | 5  |
| 5     | GM    | Grzegorz Gajewski    | Hetman Katowice      | 2631    | ½  | 1½ | 2½ | 3½ | 4  | 4½ | 5½ | 6  | 7  |
| 6     | GM    | Dariusz Świercz      | Polonia Wrocław      | 2631    | ½  | 1  | 1  | 2  | 2  | 2½ | 3½ | 3½ | 4  |
| 7     | GM    | Kacper Piorun        | Stilon Gorzów Wlkp.  | 2570    | ½  | 1  | 1½ | 2  | 2  | 2½ | 2½ | 3  | 4  |
| 8     | GM    | Tomasz Markowski     | Akademia Sz. Gliwice | 2566    | 1  | 2  | 2½ | 2½ | 3  | 4  | 4  | 5  | 5½ |
| 9     | GM    | Jan-Krzysztof Duda   | MKS MOS Wieliczka    | 2563    | 1  | 1½ | 2½ | 3½ | 4  | 5  | 6  | 6  | 6  |
| 10    | GM    | Bartłomiej Heberla   | Baszta Żnin          | 2544    | 1  | 1½ | 1½ | 2½ | 3½ | 3½ | 4  | 5  | 5½ |
| 11    | GM    | Jacek Tomczak        | Akademia Sz. Gliwice | 2544    | 1  | 1  | 1½ | 2  | 3  | 4  | 4  | 4½ | 4½ |
| 12    | GM    | Krzysztof Jakubowski | Ostródzianka Ostróda | 2527    | 0  | 1  | 1  | 2  | 3  | 3  | 4  | 4½ | 5  |
| 13    | IM    | Tomasz Warakomski    | Akademia Sz. Gliwice | 2498    | 1  | 1½ | 1½ | 2½ | 3  | 3½ | 3½ | 3½ | 4½ |
| 14    | IM    | Zbigniew Pakleza     | Sharks Warszawa      | 2490    | ½  | 1  | 2  | 2½ | 2½ | 3  | 3  | 3  | 3  |
| 15    | IM    | Marcel Kanarek       | Hetman Koszalin      | 2476    | 0  | 1  | 1  | 1  | 2  | 2  | 3  | 3½ | 3½ |
| 16    | IM    | Daniel Sadzikowski   | Polonia Wrocław      | 2470    | ½  | 1  | 1½ | 2  | 3  | 3  | 3  | 3½ | 4  |
| 17    | GM    | Mirosław Grabarczyk  | Baszta Żnin          | 2466    | ½  | ½  | 1½ | 1½ | 1½ | 2  | 2½ | 3  | 3½ |
| 18    | IM    | Kamil Stachowiak     | Polonia Wrocław      | 2442    | ½  | ½  | 1  | 1½ | 1½ | 2½ | 2½ | 3  | 4  |
| 19    | IM    | Marcin Sieciechowicz | Miedź Legnica        | 2436    | 0  | ½  | 1  | 1  | 1½ | 2  | 3  | 4  | 4  |
| 20    | IM    | Oskar Wieczorek      | Polonia Wrocław      | 2407    | 0  | 0  | ½  | 1  | 2  | 2½ | 2½ | 2½ | 3  |
| 21    | m     | Paweł Weichhold      | Hetman Koszalin      | 2394    | 0  | 0  | ½  | 1  | 1½ | 2½ | 3  | 4  | 5  |
| 22    | IM    | Jan Adamski          | Polonia Warszawa     | 2302    | 0  | ½  | ½  | 1  | 1  | 1  | 1  | 1½ | 1½ |

### Wyniki końcowe
Zgodnie z regulaminem, zawodnicy, którzy podzielili I-II miejsce, nie rozegrali – jak w poprzednich latach – dogrywki, ale o tytule mistrzowskim zdecydowała punktacja dodatkowa („średni Buchholz”).
| Miejsce | Zawodnicy            | Ranking | R1   | R2   | R3   | R4   | R5   | R6   | R7   | R8   | R9   | Razem | MBuch. |
| ------- | -------------------- | ------- | ---- | ---- | ---- | ---- | ---- | ---- | ---- | ---- | ---- | ----- | ------ |
| złoto   | Radosław Wojtaszek   | 2713    | 6 1  | 4 ½  | 5 ½  | 20 ½ | 7 1  | 2 ½  | 11 1 | 3 1  | 12 1 | 7     | 36,00  |
| srebro  | Grzegorz Gajewski    | 2631    | 13 ½ | 17 1 | 4 1  | 7 1  | 3 ½  | 1 ½  | 5 1  | 6 ½  | 10 1 | 7     | 35,50  |
| brąz    | Jan-Krzysztof Duda   | 2563    | 21 1 | 7 ½  | 6 1  | 5 1  | 2 ½  | 4 1  | 10 1 | 1 0  | 9 0  | 6     |        |
| 4       | Bartłomiej Heberla   | 2544    | 9 1  | 1 ½  | 2 0  | 8 1  | 20 1 | 3 0  | 12 ½ | 11 1 | 5 ½  | 5½    | 37,50  |
| 5       | Tomasz Markowski     | 2566    | 14 1 | 10 1 | 1 ½  | 3 0  | 11 ½ | 13 1 | 2 0  | 8 1  | 4 ½  | 5½    | 36,50  |
| 6       | Krzysztof Jakubowski | 2527    | 1 0  | 9 1  | 3 0  | 14 1 | 16 1 | 10 0 | 13 1 | 2 ½  | 7 ½  | 5     | 35,50  |
| 7       | Michał Krasenkow     | 2640    | 19 1 | 3 ½  | 11 1 | 2 0  | 1 0  | 16 ½ | 20 1 | 10 ½ | 6 ½  | 5     | 34,50  |
| 8       | Bartosz Soćko        | 2651    | 20 ½ | 13 ½ | 15 1 | 4 0  | 12 ½ | 11 ½ | 21 1 | 5 0  | 14 1 | 5     | 29,50  |
| 9       | Paweł Weichhold      | 2394    | 4 0  | 6 0  | 21 ½ | 22 ½ | 14 ½ | 19 1 | 18 ½ | 20 1 | 3 1  | 5     | 27,50  |
| 10      | Jacek Tomczak        | 2544    | 22 1 | 5 0  | 12 ½ | 13 ½ | 15 1 | 6 1  | 3 0  | 7 ½  | 2 0  | 4½    | 34,00  |
| 11      | Tomasz Warakomski    | 2498    | 12 1 | 15 ½ | 7 0  | 18 1 | 5 ½  | 8 ½  | 1 0  | 4 0  | 22 1 | 4½    | 33,00  |
| 12      | Mateusz Bartel       | 2662    | 11 0 | 18 1 | 10 ½ | 16 ½ | 8 ½  | 20 ½ | 4 ½  | 15 1 | 1 0  | 4½    | 31,00  |
| 13      | Daniel Sadzikowski   | 2470    | 2 ½  | 8 ½  | 16 ½ | 10 ½ | 18 1 | 5 0  | 6 0  | 19 ½ | 15 ½ | 4     | 31,50  |
| 14      | Marcin Sieciechowicz | 2436    | 5 0  | 22 ½ | 17 ½ | 6 0  | 9 ½  | 18 ½ | 16 1 | 21 1 | 8 0  | 4     | 29,50  |
| 15      | Dariusz Świercz      | 2631    | 18 ½ | 11 ½ | 8 0  | 19 1 | 10 0 | 21 ½ | 17 1 | 12 0 | 13 ½ | 4     | 28,50  |
| 16      | Kacper Piorun        | 2570    | 17 ½ | 20 ½ | 13 ½ | 12 ½ | 6 0  | 7 ½  | 14 0 | 22 ½ | 19 1 | 4     | 28,00  |
| 17      | Kamil Stachowiak     | 2442    | 16 ½ | 2 0  | 14 ½ | 21 ½ | 19 0 | 22 1 | 15 0 | 18 ½ | 20 1 | 4     | 25,00  |
| 18      | Mirosław Grabarczyk  | 2466    | 15 ½ | 12 0 | 22 1 | 11 0 | 13 0 | 14 ½ | 9 ½  | 17 ½ | 21 ½ | 3½    | 28,00  |
| 19      | Marcel Kanarek       | 2476    | 7 0  | 21 1 | 20 0 | 15 0 | 17 1 | 9 0  | 22 1 | 13 ½ | 16 0 | 3½    | 27,00  |
| 20      | Zbigniew Pakleza     | 2490    | 8 ½  | 16 ½ | 19 1 | 1 ½  | 4 0  | 12 ½ | 7 0  | 9 0  | 17 0 | 3     | 33,00  |
| 21      | Oskar Wieczorek      | 2407    | 3 0  | 19 0 | 9 ½  | 17 ½ | 22 1 | 15 ½ | 8 0  | 14 0 | 18 ½ | 3     | 29,00  |
| 22      | Jan Adamski          | 2302    | 10 0 | 14 ½ | 18 0 | 9 ½  | 21 0 | 17 0 | 19 0 | 16 ½ | 11 0 | 1½    |        |

## Wyniki 66. Mistrzostw Polski Kobiet

### Wyniki w poszczególnych rundach
| Runda | Zawodniczki                                                                                                | Wynik                   | Runda | Zawodniczki                                                                                                | Wynik                         | Runda | Zawodniczki                                                                                                | Wynik                         |
| ----- | --- | ----------------------- | ----- | --- | ----------------------------- | ----- | --- | ----------------------------- |
| 1     | J.Zawadzka – K.Horowska K.Kulon – A.Iwanow E.Jakubiec – J.Worek M.Soćko – K.Adamowicz M.Bartel – I.Rajlich | 1 – 0                   | 2     | K.Horowska – I.Rajlich K.Adamowicz – M.Bartel J.Worek – M.Soćko A.Iwanow – E.Jakubiec J.Zawadzka – K.Kulon | ½ – ½ 1 – 0 0 – 1 ½ – ½ 1 – 0 | 3     | K.Kulon – K.Horowska E.Jakubiec – J.Zawadzka M.Soćko – A.Iwanow M.Bartel – J.Worek I.Rajlich – K.Adamowicz | 1 – 0 0 – 1 1 – 0 ½ – ½ 1 – 0 |
| 4     | K.Horowska – K.Adamowicz J.Worek – I.Rajlich A.Iwanow – M.Bartel J.Zawadzka – M.Soćko K.Kulon – E.Jakubiec | 1 – 0 0 – 1 1 – 0       | 5     | E.Jakubiec – K.Horowska M.Soćko – K.Kulon M.Bartel – J.Zawadzka I.Rajlich – A.Iwanow K.Adamowicz – J.Worek | 0 – 1 ½ – ½ 0 – 1 1 – 0       | 6     | K.Horowska – J.Worek A.Iwanow – K.Adamowicz J.Zawadzka – I.Rajlich K.Kulon – M.Bartel E.Jakubiec – M.Soćko | 1 – 0 ½ – ½ 1 – 0 ½ – ½       |
| 7     | M.Soćko – K.Horowska M.Bartel – E.Jakubiec I.Rajlich – K.Kulon K.Adamowicz – J.Zawadzka J.Worek – A.Iwanow | ½ – ½ 1 – 0 0 – 1 ½ – ½ | 8     | K.Horowska – A.Iwanow J.Zawadzka – J.Worek K.Kulon – K.Adamowicz E.Jakubiec – I.Rajlich M.Soćko – M.Bartel | 1 – 0 0 – 1 1 – 0 0 – 1 1 – 0 | 9     | M.Bartel – K.Horowska I.Rajlich – M.Soćko K.Adamowicz – E.Jakubiec J.Worek – K.Kulon A.Iwanow – J.Zawadzka | ½ – ½ 1 – 0 0 – 1             |

### Tabela postępowa
| Numer | Tytuł | Zawodniczki                  | Klub                   | Ranking | R1 | R2 | R3 | R4 | R5 | R6 | R7 | R8 | R9 |
| ----- | ----- | ---------------------------- | ---------------------- | ------- | -- | -- | -- | -- | -- | -- | -- | -- | -- |
| 1     | WGM   | Jolanta Zawadzka             | Polonia Wrocław        | 2394    | 1  | 2  | 3  | 3  | 4  | 4½ | 5½ | 5½ | 6½ |
| 2     | WIM   | Klaudia Kulon                | MKS MDK Trzcianka      | 2308    | 1  | 1  | 2  | 3  | 3½ | 4½ | 4½ | 5½ | 6½ |
| 3     | WIM   | Edyta Jakubiec               | Zagłębie Dąbrowa Górn. | 2218    | 1  | 1½ | 1½ | 1½ | 1½ | 2  | 2  | 2  | 2  |
| 4     | GM    | Monika Soćko                 | Hetman Katowice        | 2446    | 1  | 2  | 3  | 4  | 4½ | 5  | 5½ | 6½ | 7  |
| 5     | WGM   | Marta Bartel                 | Wrzos Międzyborów      | 2342    | 1  | 1  | 1½ | 2½ | 2½ | 2½ | 3½ | 3½ | 4  |
| 6     | IM    | Iweta Rajlich                | Polonia Wrocław        | 2400    | 0  | ½  | 1½ | 2½ | 2½ | 3  | 4  | 5  | 5½ |
| 7     | WFM   | Katarzyna Adamowicz          | MLKSz Myślenice        | 2145    | 0  | 1  | 1  | 1  | 2  | 2½ | 2½ | 2½ | 3½ |
| 8     | WGM   | Joanna Worek                 | MCKiS Jaworzno         | 2346    | 0  | 0  | ½  | ½  | ½  | ½  | 1  | 2  | 2  |
| 9     | WIM   | Anna Iwanow                  | Polonia Wrocław        | 2208    | 0  | ½  | ½  | ½  | 1½ | 2  | 2½ | 2½ | 2½ |
| 10    | WGM   | Karina Szczepkowska-Horowska | MKSz Rybnik            | 2396    | 0  | ½  | ½  | 1½ | 2½ | 3½ | 4  | 5  | 5½ |

### Wyniki końcowe
| Miejsce | Zawodniczki                  | Ranking | 1 | 2 | 3 | 4 | 5 | 6 | 7 | 8 | 9 | 10 | Razem | Berger |
| ------- | ---------------------------- | ------- | - | - | - | - | - | - | - | - | - | -- | ----- | ------ |
| złoto   | Monika Soćko                 | 2446    |   | 1 | ½ | ½ | ½ | 1 | 1 | 1 | 1 | ½  | 7     |        |
| srebro  | Jolanta Zawadzka             | 2394    | 0 |   | 1 | ½ | 1 | 1 | 1 | 1 | 0 | 1  | 6½    | 26,75  |
| brąz    | Klaudia Kulon                | 2308    | ½ | 0 |   | 0 | 1 | 1 | 1 | 1 | 1 | 1  | 6½    | 23,00  |
| 4       | Iweta Rajlich                | 2400    | ½ | ½ | 1 |   | ½ | 0 | 1 | 0 | 1 | 1  | 5½    | 23,50  |
| 5       | Karina Szczepkowska-Horowska | 2396    | ½ | 0 | 0 | ½ |   | ½ | 1 | 1 | 1 | 1  | 5½    | 18,25  |
| 6       | Marta Bartel                 | 2342    | 0 | 0 | 0 | 1 | ½ |   | 0 | 1 | ½ | 1  | 4     |        |
| 7       | Katarzyna Adamowicz          | 2145    | 0 | 0 | 0 | 0 | 0 | 1 |   | ½ | 1 | 1  | 3½    |        |
| 8       | Anna Iwanow                  | 2208    | 0 | 0 | 0 | 1 | 0 | 0 | ½ |   | ½ | ½  | 2½    |        |
| 9       | Joanna Worek                 | 2346    | 0 | 1 | 0 | 0 | 0 | ½ | 0 | ½ |   | 0  | 2     | 9,75   |
| 10      | Edyta Jakubiec               | 2218    | ½ | 0 | 0 | 0 | 0 | 0 | 0 | ½ | 1 |    | 2     | 6,75   |

## Galeria zdjęć

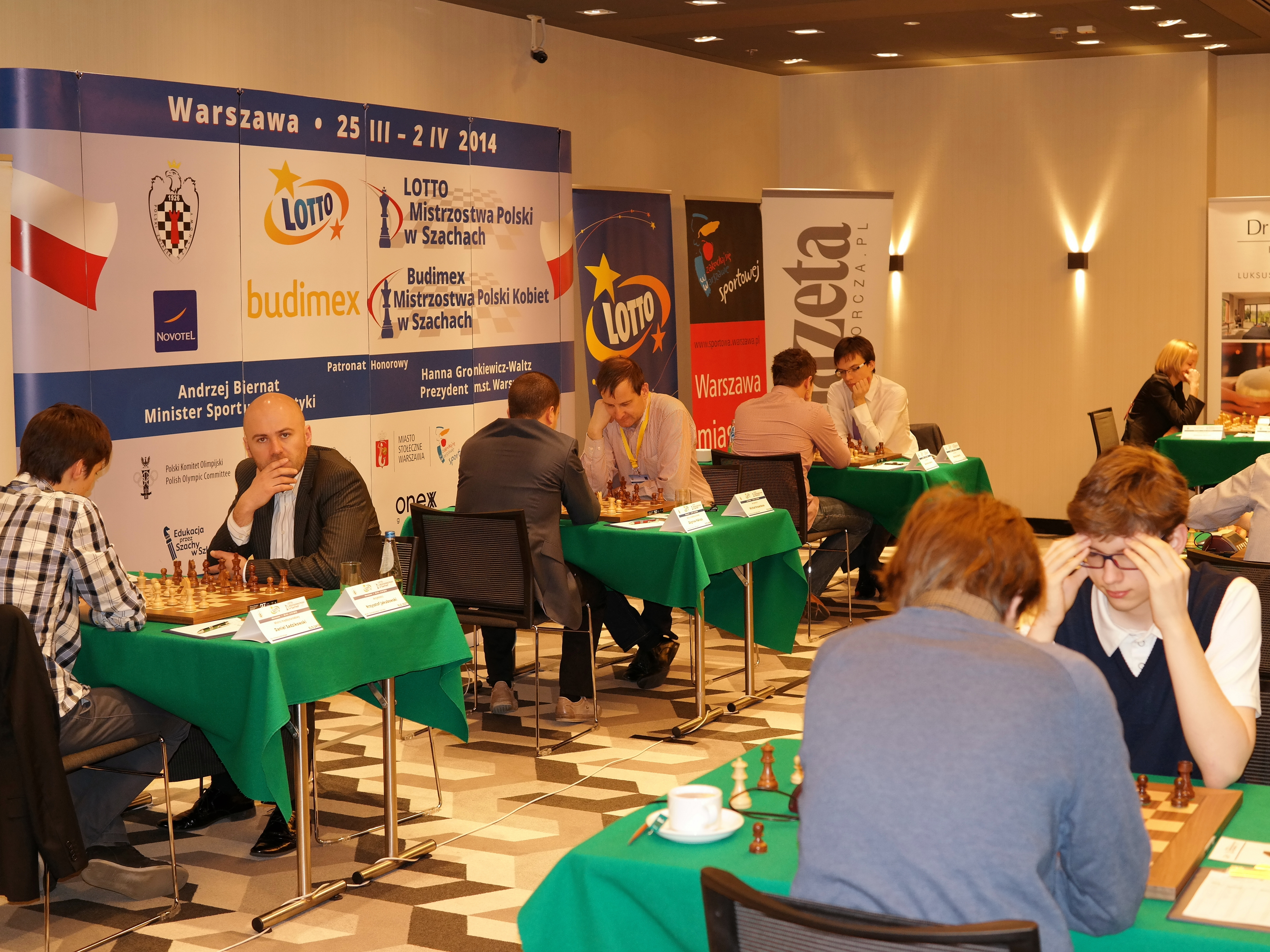
Sala turniejowa
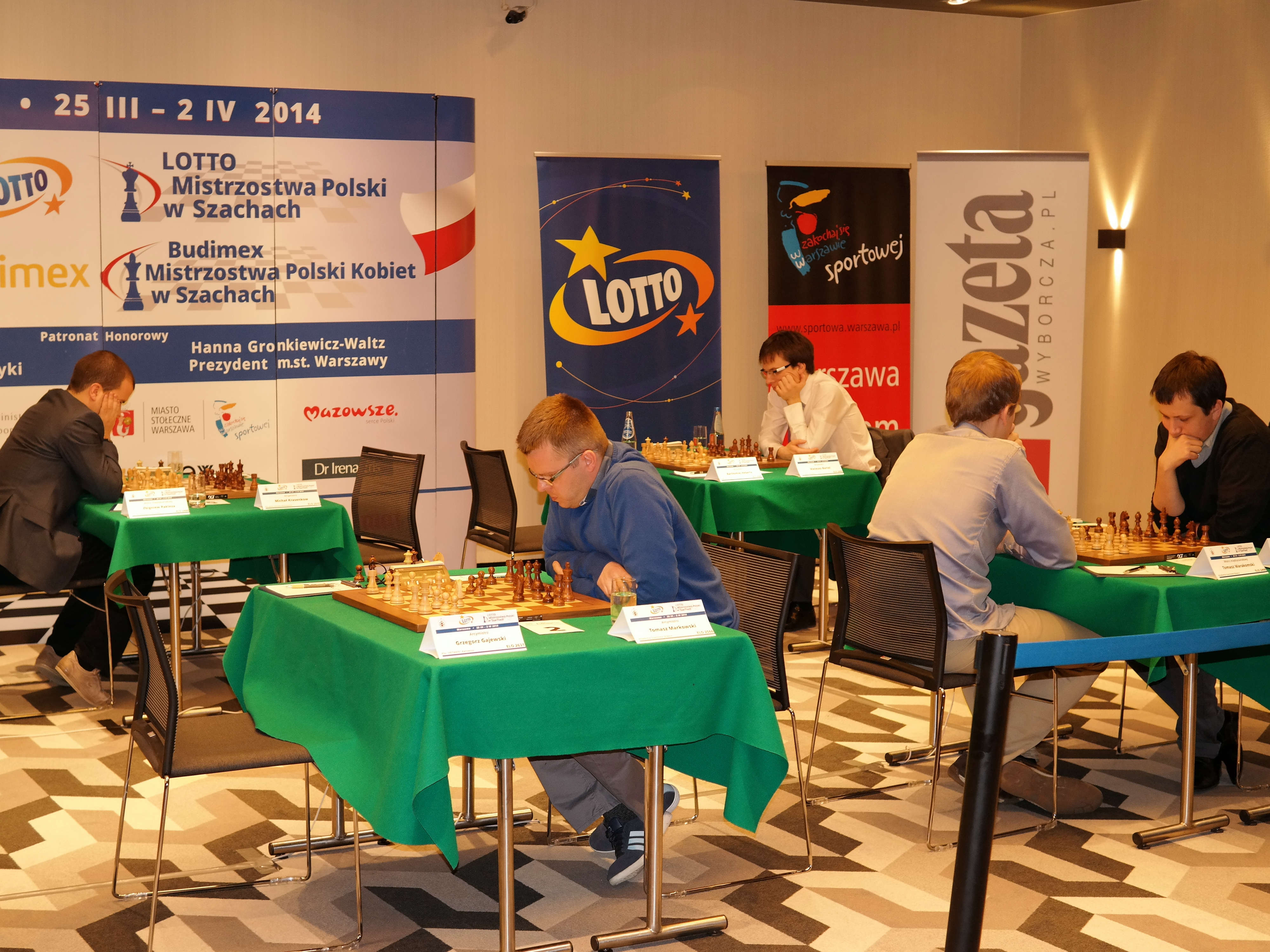
Sala turniejowa
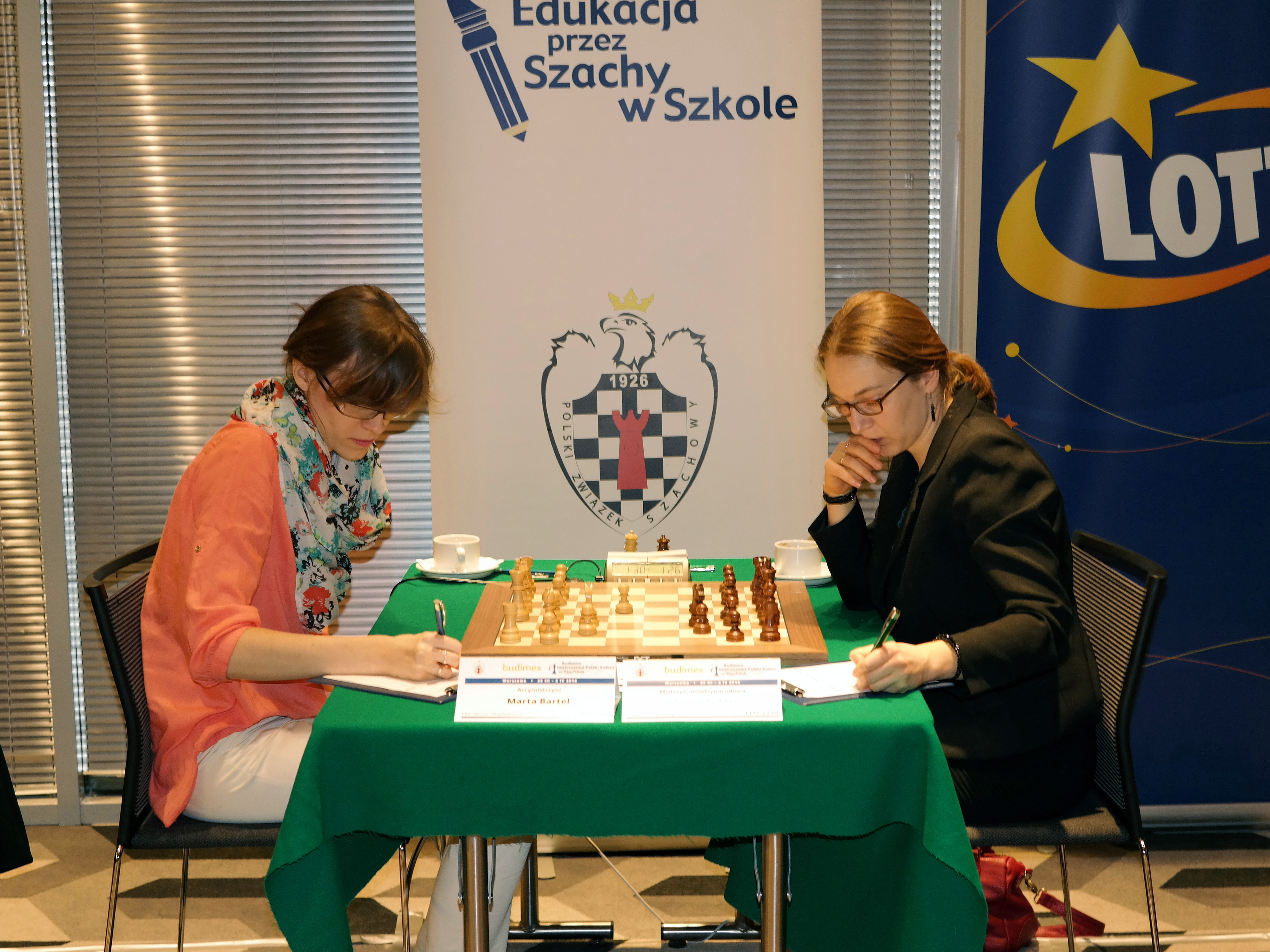
R7: M.Bartel – E.Jakubiec
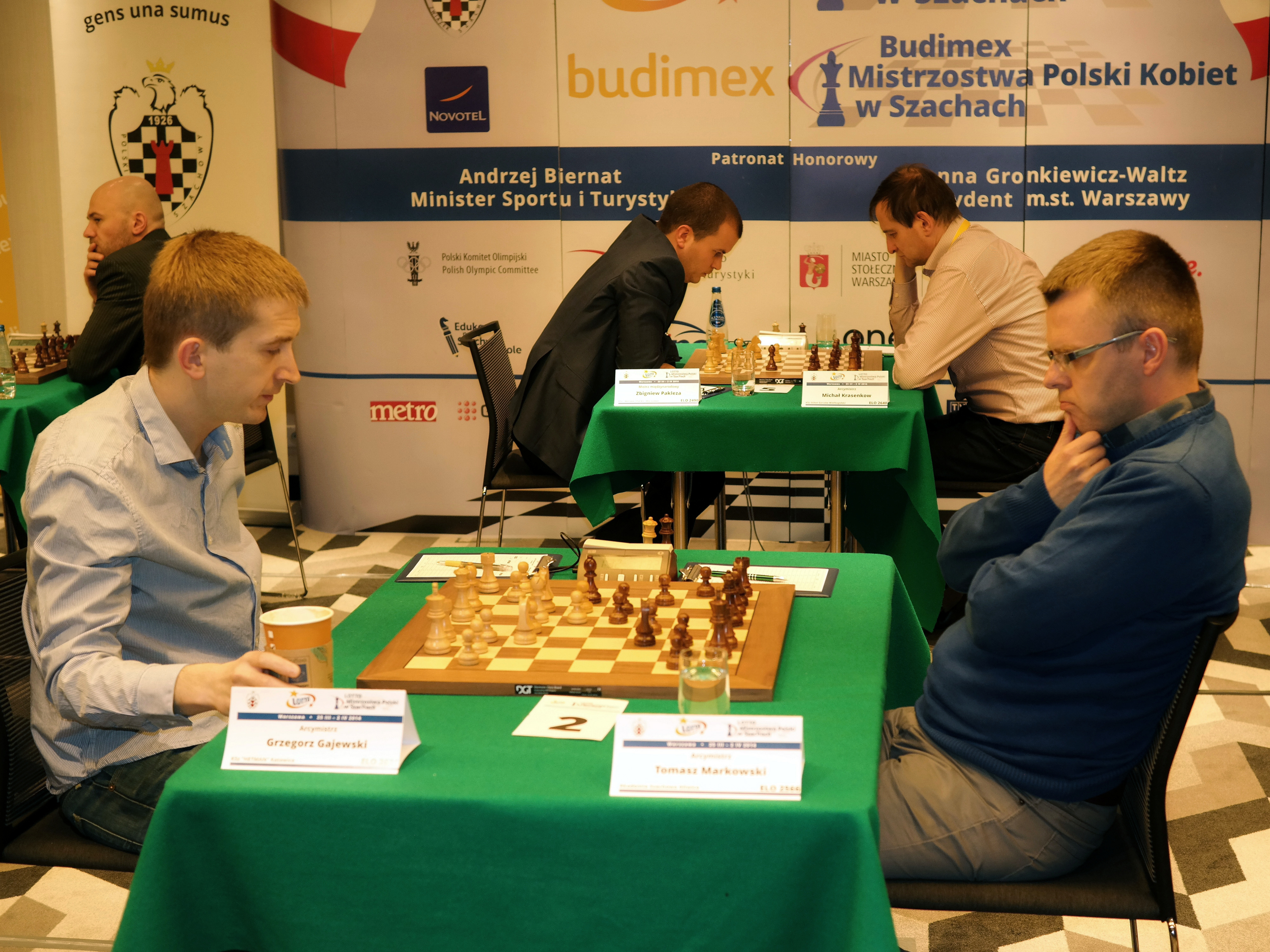
R7: G.Gajewski – T.Markowski
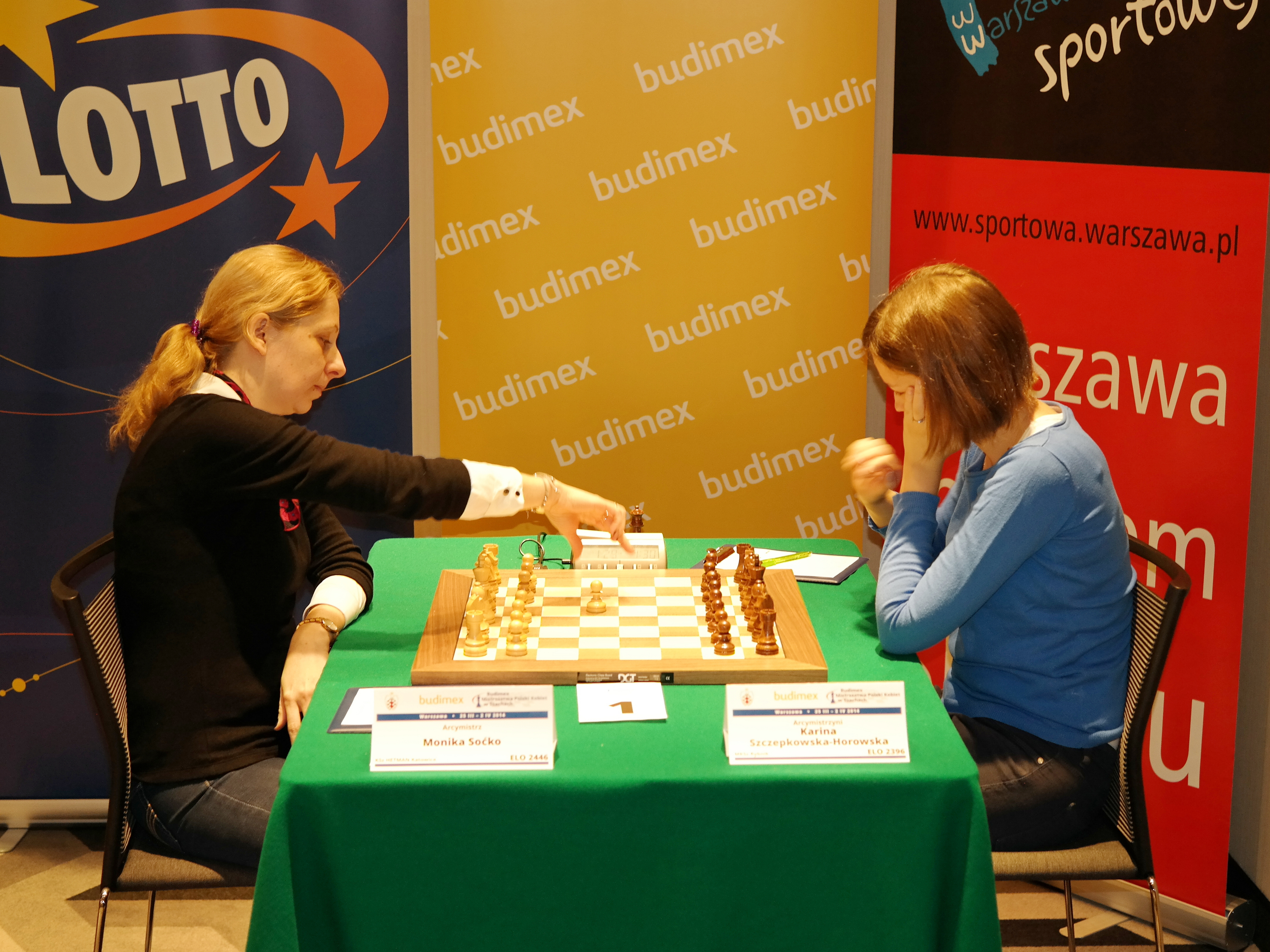
R7: M.Soćko – K.Szczepkowska-Horowska
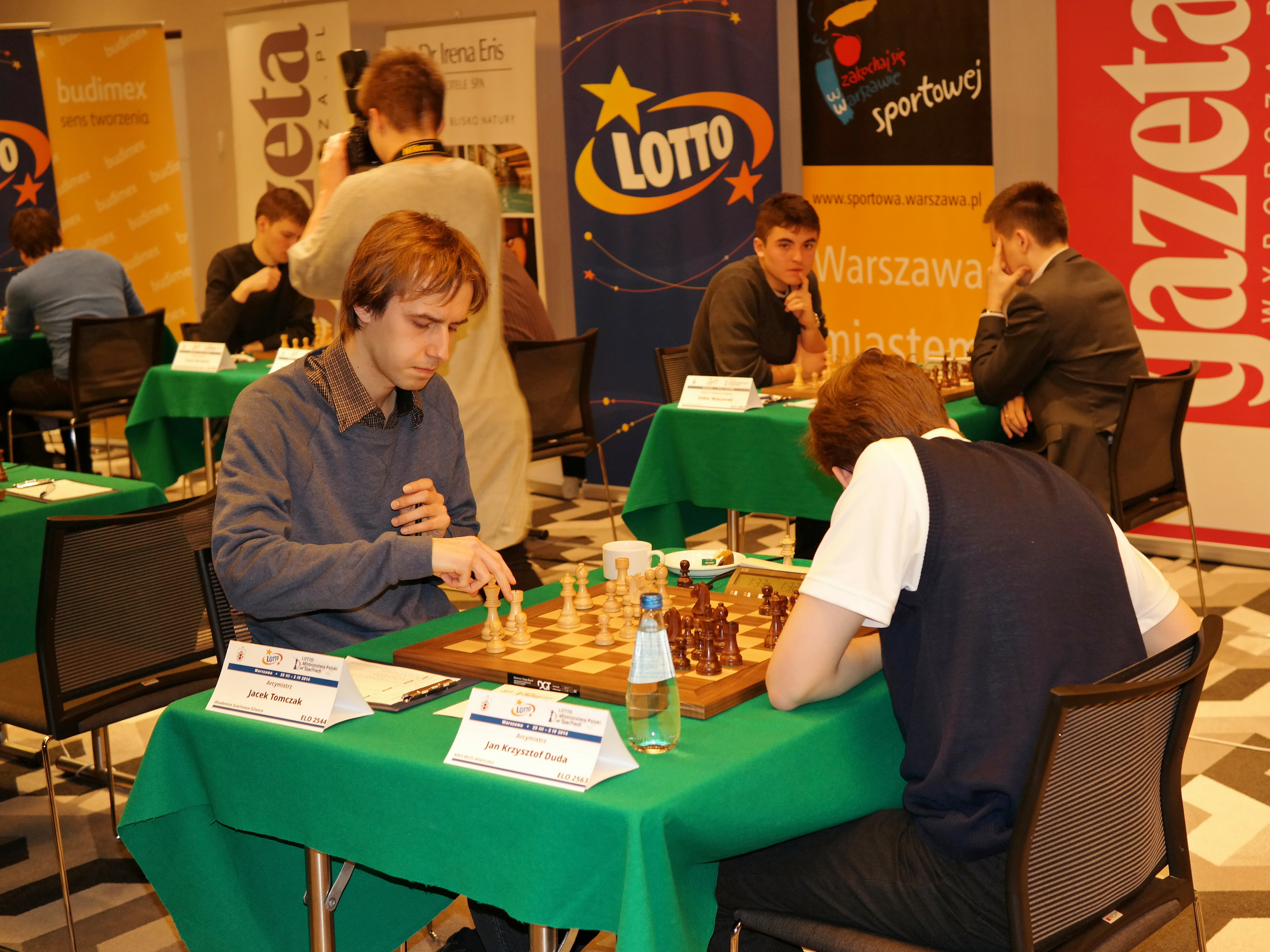
R7: J.Tomczak – J.K.Duda